# Хёршинг
Хёршинг (нем. Hörsching) — ярмарочная коммуна (нем. Marktgemeinde) в Австрии, в федеральной земле Верхняя Австрия. 
It is  part of   LinzCounty. It has a population of 6,134 (as of January 1, 2005). It covers an area of 20 km2. The official code  is 41007.

## Политическая ситуация
Бургомистр коммуны — Клаус Вальмюллер (Австрийская народная партия).